# Haploscelis elegans
Haploscelis elegans es una especie de coleóptero de la familia Endomychidae.

## Distribución geográfica
Habita en Madagascar.